# ミニョン・ベアール
ミニョン・ベアール(Mignon Beart)は、SNKの対戦型格闘ゲーム『KOF MAXIMUM IMPACT』シリーズに登場する架空の人物。担当声優は安田美和。

## 概要
一人前を目指す魔女の卵。自由に白魔術を使いこなす為に奮闘する努力家。そこそこの実力を持つが、かなりのドジっ娘で才能には恵まれず、失敗ばかりしている。中国拳法も多少心得ている。いつでも前向きで努力を惜しまない。お嬢様育ちであり、根は優しい心の持ち主だが場の空気を読めない天然ボケで、思ったことを遠慮なく口に出す。また、かなりの目立ちたがり屋なぶりっ子でもある。自分の子供っぽさを棚上げし、他人に子供扱いされるのを嫌う。魔法は人々の為にあるものと思っており、「魔法で世界を平和にする」という目標を持つ。祖母が本物の魔女だと信じて疑わない。
妹にニノン・ベアールがいるが、出来の悪さから呆れさせる有様で見下されている。ニノンから何かと才能の無さを指摘されており、口論したり対立する時もあるが、ほとんど軽くあしらわれてしまい、姉としての威厳は全くない。 しかし、実際は喧嘩するほど仲が良い関係である模様。
大会で何かと茶化されることが多い（ニノンいわく「恥さらし」）。
- アルバ・メイラには「お嬢ちゃん」と呼ばれ、子供扱いされている。
- 麻宮アテナを勝手にライバル視してアテナを困惑させ、傍迷惑な印象を受けさせる。
- ナガセには初対面にも拘らず、小馬鹿にされた。
- ルイーゼ・マイリンクの力を見た時には「すごい魔法」と勝手に決め付けて、話を聞く間も無く興味深そうにはしゃぐ。あまりの天然ぶりに、ルイーゼは平常を装いながらも困惑していた。
- 『MIA』にて、ミニョンに一番の被害を受けたのはハイエナだった（彼を「ピエロのおじさん」と呼んでいた）。

『Days of Memories 〜純白の天使たち〜』ではドジを排除したキャラクターに設定されている。

## 各種技の解説

### 必殺技
ファイヤーボール
炎の精の力で作り出した火炎弾。画面端まで飛ぶ。
ファイヤーショット
追加技。「ファイヤーボール」を爆発させる。

ウインドストーム
射程のある飛び道具。
ウォーターシールド
水の精霊の力を使って、水の壁を発生させる対空技。
デフロレイション
ジャンプして両足で蹴る。
ライトニングボルト
コマンド投げ。

### 超必殺技
メテオストライク
隕石を召喚して攻撃する。
エクスプロージョン
追加技。隕石を爆発させて、その破片と炎で攻撃する。

サンダーボルト
「ライトニングボルト」の強化版。
マジカルヒーリング
体力を少し回復する。
ハートフルプレゼント
爆弾を召喚して、相手を爆発に巻き込む。

## 登場ゲーム
- KOF MAXIMUM IMPACTシリーズ
  - KOF MAXIMUM IMPACT
  - KOF MAXIMUM IMPACT 2
  - KOF MAXIMUM IMPACT Regulation "A"
- Days of Memoriesシリーズ
  - Days of Memories 〜純白の天使たち〜

## 関連人物
- ニノン・ベアール - 妹＆ライバル
- 麻宮アテナ - 一方的にライバル視